# Anzelm Czyż
Anzelm Franciszek Czyż OFM (ur. 10 października 1910 w Wiśle Wielkiej, zm. 24 maja 1958 pod Trzebnicą) – polski franciszkanin, filolog, rektor seminarium duchownego, tłumacz, więzień KL Auschwitz.

## Życiorys
Franciszek Czyż urodził się w Wiśle Wielkiej w powiecie pszczyńskim 10 października 1910 w rodzinie Anny z domu Osińskiej i Filipa. Rodzinną parafią była parafia św. Jana Ewangelisty w Białej Nyskiej. W 1922 wstąpił do juwenatu w Prowincji Wniebowzięcia Najświętszej Maryi Panny Zakonu Braci Mniejszych w Katowicach. Uczęszczał do Państwowego Męskiego Zreformowanego Gimnazjum Klasycznego, gdzie zdobył pierwsze szlify lingwistyczne. Po maturze w 1928 wstąpił do nowicjatu w klasztorze w Wieluniu, obierając imię Anzelm. Studia przygotowujące do przyjęcia sakramentu kapłaństwa odbył w klasztorze we Wronkach w powiecie szamotulskim. Święcenia kapłańskie przyjął w Poznaniu w 1934.
Studiował na Uniwersytecie im. Adama Mickiewicza w Poznaniu. W czasie studiów odbył praktyki nauczycielskie w Liceum im. Marii Magdaleny i Colegium Marianum. W 1937 obronił pracę magisterską z filologii klasycznej Czas powstania późnogreckiego poematu zachowanego w „Anthologia Palatina” IX, 361. W 1938 rozpoczął nauczanie języków klasycznych w Niższym Seminarium Duchownym w klasztorze franciszkanów w Kobylinie.
Niemcy w grudniu 1939 nakazali mu przeniesienie się do Generalnego Gubernatorstwa. Zatrzymał się w klasztorze franciszkanów w Radomiu, gdzie uczył kleryków łaciny i greki. Nauczał też młodzież na tajnych kompletach. Zatrzymany przez niemieckie władze okupacyjne, został osadzony na Pawiaku w Warszawie w grudniu 1941. W lipcu roku następnego przeniesiono go do Radomia. We wrześniu 1942 osadzono go w KL Auschwitz, nr obozowy 63662. W lipcu 1944 przewieziono go do Buchenwaldu, gdzie trafił do podobozu Harzungen. Opuścił go 8 maja 1945, już po wyzwoleniu przez Amerykanów.
Po powrocie do Polski o. Czyż podjął znów nauczanie języków klasycznych w niższym seminarium franciszkanów w Nysie oraz angielskiego w Państwowym Gimnazjum Koedukacyjnym w Nysie. W latach 1950–1952 pracował w niższym seminarium franciszkanów przy klasztorze w Jarocinie. Gdy seminarium zostało zamknięte przez władze państwowe, został wykładowcą w seminarium duchownym swojej macierzystej prowincji zakonnej w klasztorze w Opolu, gdzie mieszkał od 1951 do 1955. Gdy zezwolono na otwarcie niższego seminarium prowincji przy klasztorze w Kobylinie, został jego pierwszym rektorem. O. Czyż tłumaczył i wydawał książki religijne. Zmarł na skutek ran powypadkowych pod Trzebnicą 24 maja 1958. Został pochowany w kwaterze zakonnej na cmentarzu przy ul. Panewnickiej w Katowicach Ligocie.